# Macaroni Hill
Der Macaroni Hill ist ein rund 40 m hoher Hügel auf McDonald Island im südlichen Indischen Ozean. Er ragt am nördlichen Ausläufer der Insel auf.
Benannt ist der Hügel nach einer benachbarten Kolonie von Goldschopfpinguinen (englisch Macaroni penguin), die 1980 etwa 40.000 Individuen zählte und infolge eines Vulkanausbruchs im Jahr 2003 verschwand.